# Troy Ruttman
 Troy Ruttman  és un pilot estatunidenc de curses automobilístiques nascut l'11 de març del 1930 a Mooreland, Oklahoma.
Ruttman va córrer a la Champ Car a les temporades 1949-1952, 1954, 1956-1957 i 1960-1964 incloent-hi la cursa de les 500 milles d'Indianapolis dels tots aquests anys. Va guanyar la prova de l'any 1952 a l'edat de 22 anys i 80 dies, convertint-se així amb el guanador més jove d'una prova de Fórmula 1, rècord que va tenir fins que el va superar Fernando Alonso molts anys després.
Troy Ruttman va morir el 19 de maig del 1997 a Lake Havasu City, Arizona de càncer de pulmó.

## Resultats a la Indy 500
| Any    | Cotxe  | Sortida | Vel. mitja | Ranking | Final  | Voltes | V. Líder | Retirat          |
| ------ | ------ | ------- | ---------- | ------- | ------ | ------ | -------- | ---------------- |
| 1949   | 64     | 18      | 125.945    | 32      | 12     | 151    | 0        | Fora de temps    |
| 1950   | 55     | 24      | 131.912    | 9       | 15     | 130    | 0        | Fora de temps    |
| 1951   | 98     | 6       | 132.314    | 25      | 23     | 78     | 0        | Motor            |
| 1952   | 98     | 7       | 135.364    | 18      | 1      | 200    | 44       | GUANYADOR        |
| 1954   | 34     | 11      | 137.736    | 31      | 4      | 200    | 0        | Va acabar        |
| 1956   | 53     | 11      | 142.484    | 17      | 31     | 22     | 0        | Virolla          |
| 1957   | 52     | 3       | 142.772    | 7       | 31     | 13     | 4        | Sobreescalfament |
| 1960   | 28     | 6       | 145.366    | 8       | 20     | 134    | 11       | Accelerador      |
| 1961   | 52     | 22      | 144.799    | 23      | 20     | 105    | 10       | Embragatge       |
| 1962   | 26     | 30      | 146.765    | 19      | 18     | 140    | 0        | Pistons          |
| 1963   | 17     | 33      | 148.374    | 24      | 12     | 200    | 0        | Va acabar        |
| 1964   | 14     | 18      | 151.292    | 24      | 18     | 99     | 0        | Virolla          |
| Totals | Totals | Totals  | Totals     | Totals  | Totals | 1472   | 69       |                  |

| Sortides     | 12 |
| Poles        | 0  |
| Voltes líder | 69 |
| Victòries    | 1  |
| Top 5        | 2  |
| Top 10       | 2  |
| Retirat      | 7  |

## A la F1
El Gran Premi d'Indianapolis 500 va formar part del calendari del campionat del món de la Fórmula 1 entre les temporades 1950 a la 1960.
Els pilots que competien a la Indy durant aquests anys també eren comptabilitzats pel campionat de la F1.
Troy Rutter va participar en 9 curses de F1, debutant al Gran Premi d'Indianapolis 500 del 1950. Va aconseguir la victòria al Gran Premi d'Indianapolis 500 del 1952 i va ser el primer pilot de la Champ car que va disputar a Europa proves de la Fórmula 1, corrent el Gran Premi de França i el Gran Premi d'Alemanya de la temporada 1958.

### Palmarès a la F1
- Participacions: 9
- Poles: 0
- Voltes Ràpides: 0
- Victòries: 1
- Podiums: 1
- Punts vàlids per la F1: 9,5